# Francisova turbina
Francisova turbina je vrsta vodene turbine koju je konstruirao britansko-američki inženjer James Bicheno Francis a primarno služi za proizvodnju električne energije uz pomoć generatora. Francisove turbine imaju veliki stupanj iskoristivosti kapaciteta s preko 90%, te veliki raspon djelovanja u odnosu na visinu (konstruktivni pad) fluida pri protoku kroz turbinu. To je naročito naglašeno kod vode gdje postiže optimalan rad pri konstruktivnom padu od 20 metara do čak 700 metara, a izlazna snaga može biti od par kilovata do 750 MW. Promjer rotora može biti od 1 m do 10 m, a broj okretaja rotora od 83 do 1000 okretaja u minuti.
Francisov tip turbine je najučestaliji tip turbine koja se instalira u pogone za proizvodnju električne energije koji rade na bazi protoka vodene mase kroz pogon za proizvodnju – najčešće su to hidroelektrane.

## Razvoj
Vodeničko kolo se koristilo još prije 2000 godina, za pogon vodenica, a posebno mlinova, međutim stupanj iskorištenja je bio mali. U 19. stoljeću vodne turbine su znatno povećale stupanj iskorištenja, pa su se mogle natjecati s parnim strojem, naravno tamo gdje je voda bila dostupna. 
1826. francuski inženjer Benoit Fourneyron je razvio prvu vodnu turbinu, koja je imala visoki stupanj iskorištenja (do 80 %). U Fourneyronovoj turbini voda struji kroz lopatice statora, od osovine prema obodu i udara u lopatice rotora čijim se okretanjem energija vode pretvara u mehaničku energiju.
1848. američki inženjer J.B. Francis unosi revoluciju u konstrukciji vodnih turbina s konstrukcijom reakcijske turbine. Reakcijskim ili pretlačnim turbinama nazivaju se vodne turbine, u kojima je tlak na ulazu u rotor veći od onoga na njegovom izlazu. U pretlačnim turbinama se dio potencijalne energije pretvara u kinetičku energiju u statoru, a dio u rotoru. Zakretanje radnog kola uzrokuje promjena količine gibanja i reaktivne sile (razlika tlaka, Coriolisov učinak i dr.)

## Dijelovi Francisove turbine
Francisova turbina je reakcijska ili pretlačna turbina, a to su vodne turbine u kojima je tlak na ulazu u rotor veći od onoga na njegovom izlazu. Pojedini dijelovi reakcijskih vodnih turbina načelno se razlikuju najviše po konstrukciji radnog kola kao glavnog dijela, dok im je većina ostalih dijelova:
- spiralni dovod,
- statorske lopatice,
- difuzor i
- ležajevi,

slična po konstrukciji i funkciji.

### Spiralni dovod
Spiralni dovod je dio turbine koji vodu iz dovodnog sustava, prije ulaska u radno kolo treba jednolično rasporediti po obodu turbine. Na taj se način osigurava jednolično opterećenje po obodu radnog kola i sprečava asimetričnost koja bi mogla uzrokovati pojavu sila i vibracija u turbini. Spiralni dovod imaju Francisove, Deriazove (dijagonalne) i većina propelernih turbina. Spiralni dovod može biti otvoren ili zatvoren, od lima, lijevanog željeza, betona ili kombinirani željezno-betonski.
Presjek spiralnog dovoda može biti kružan, eliptičan, trapezan ili pravokutan. Vrsta dovoda odabire se prema raspoloživom padu i snazi turbine. Prema načinu raspodjele vode u dovodu razlikuju se potpuna spirala i poluspirala, te jednostrujna i višestrujna spirala. Spiralni dovod mehanički učvršćuje lopatice pretprivodnog kola. Kružni poprečni presjek spirale, koji je najveći na ulazu spirale, postepeno se smanjuje prema repu spirale, gdje postaje eliptičnog oblika.

### Pretprivodno kolo
Pretprivodno kolo je glavna noseća konstrukcija preko koje se prenose sva statička i dinamička opterećenja na betonsku konstrukciju strojarnice. Izrađuje se kao zavarena čelična konstrukcija, sastavljena od dva čelična obruča međusobno spojena stabilnim lopaticama, koje usmjeravaju vodu na lopatice privodnog kola. Ima obično 10 do 12 lopatica. Lopatice dodatno umiruju i usmjeruju vodnu struju na putu prema regulacijskom aparatu, uz minimalne gubitke istovremeno.

### Privodno kolo
Privodno kolo (privodni aparat) turbine je mehanizam, koji pomoću zakretnih lopatica regulira protok vode kroz turbinu i usmjerava vodu na lopatice radnog kola pod najpovoljnijim kutom. Sastavljeno je od dva obruča, između kojih je radijalno postavljeno 20-32 hidraulički profiliranih lopatica. Zakretanje lopatica privodnog kola, a time i regulacija protoka vode kroz turbine, ostvaruje se zakretanjem regulacijskog prstena pomoću servomotora, koje se sistemom polužja i ručica prenosi na svaku lopaticu posebno.
U incidentnim situacijama, kao što je ispad električnog generatora iz mreže ili neki kvar na vitalnom dijelu turbine, lopatice privodnog kola se automatski zatvaraju i prekidaju dovod vode u turbinu. Zatvaranje ne smije biti prebrzo, zbog opasnosti od prekida stupca vode u radnom kolu ili difuzoru, što bi moglo prouzročiti povratni udar vode u radno kolo. Privodeće lopatice su jedini pokretni dijelovi Francisove turbine (osim rotora), koje svojim položajem reguliraju protok kroz samu turbinu.

### Rotor ili radno kolo
Pravilno distribuirana voda iz spirale prolazi međuprostorom predprivodećih i privodećih lopatica, koje svojim oblikom osiguravaju pravilan smjer vode na ulazu u rotor. Rotorom se vrši pretvorba raspoložive vodne energije u mehanički rad. On se sastoji od 12-17 čvrsto fiksiranih lopatica. Lopatice tvore zakrivljene kanale kroz koje struji voda, a pričvršćene su s gornje strane na glavčinu, te s donje strane na vijenac rotora .
Radijalni položaj ulaznog i izlaznog presjeka rotora nije isti, a kako bi se osigurala nepromjenjivost poprečnog presjeka potrebno je povećavati visinu kanala prema izlaznom presjeku. Oblik rotora u meridijalnoj ravnini značajno ovisi o brzohodnosti stroja. Kod sporohodnih strojeva, radijalni položaj ulaznog presjeka rotora veći je od radijalnog položaja izlaznog presjeka. Povećanjem brzohodnosti razlika postaje sve manja. Daljnjim povećanjem brzohodnosti, ulazni promjer postaje manji od izlaznog promjera rotora, a u graničnom slučaju rotor Francisove turbine prelazi u propelerni oblik.

### Difuzor ili odsisna cijev
Nakon što prođe kroz rotor turbine, voda otječe kroz difuzor. Namjena difuzora (odsisne cijevi) je smanjenje izlazne brzine, čime se smanjuju izlazni gubici energije, a time povećava ukupna korisnost turbine. Difuzor omogućava turbinski rad neovisno o promjenama razine donje vode, a u turbinama s okomitim vratilom, mijenja smjer strujanja vode iz okomitog u vodoravni, uz najmanje hidrodinamičke gubitke. Prema obliku difuzor može biti ravan ili stožast, kombiniran i ljevkast.

### Ležajevi
Sile koju djeluju na vratilo turbine preuzimaju aksijalni ležaj, i jedan ili više radijalnih ležajeva. Aksijalni ležaj može biti zajednički za turbine i električni generator, koji su obično povezani krutom spojnicom. Osnovni radijalni ležaj se najčešće nalazi uz rotor i naziva se vodećim turbinskim ležajem, a svojim svojstvima je hidraulički ležaj. 

### Turbinski poklopac
Turbinski poklopac služi za usmjeravanje vode i prenošenje aksijalnih sila nosećeg ležaja preko prstena privodnog i pretprivodnog kola na temelje. Na turbinskom poklopcu se osim ležaja uobičajeno smještaju brtva turbinskog vratila, zračni ventili i hidrauličke brave.

## Način rada
Veličina aktivne zakretne sile na rotoru ovisi o promjeni količine gibanja vode, tlačnoj razlici, Coriolisovom ubrzanju, centrifugalnom ubrzanju i dr. Utjecaj svakog od tih faktora na zakretnu silu određuje stupanj reakcije turbine.
Voda se dovodi tlačnim cjevovodom i jednolično se raspoređuje po obodu radnog kola pomoću spiralnog dovoda.  Zakretanjem statorskih lopatica (privodne zakretne lopatice) mijenja se protok kroz turbinu (regulacija snage). Posljedica zakretanja statorskih lopatica jest promjena kuta strujanja na lopatice rotora, što uzrokuje znatne hidrodinamičke gubitke, zbog čega Francisova turbina ima relativno loša regulacijska svojstva.
U radnom kolu, koje se sastoji od 12-17 čvrsto fiksiranih lopatica, voda ulazi radijalno, a izlazi aksijalno i odvodi se kroz difuzor u odvodni kanal turbine. Upotrebom difuzora smanjuju se izlazni gubici turbine koji su povezani s kinetičkom energijom vode.
Francisova turbina obično ima okomito vratilo, jer je turbina s vodoravnim vratilom prikladna samo za manje snage.

## Također pogledati
- Hidroelektrana